# Asirska Crkva istoka
Asirska Crkva Istoka (klasični sirjački: ܥܕܬܐ ܕܡܕܢܚܐ ܕܐܬܘܖ̈ܝܐ‎, romanizirano: ʿĒḏtā ḏ-Maḏnḥā ḏ-ʾĀṯūrāyē, arapski: كنيسة المشرق الآشورية‎) ili, punim imenom, Sveta apostolska katolička asirska Crkva Istoka (klasični sirjački: ܥܕܬܐ ܩܕܝܫܬܐ ܘܫܠܝܚܝܬܐ ܩܬܘܠܝܩܝ ܕܡܕܢܚܐ ܕܐܬܘܪ̈ܝܐ‎, romanizirano: ʿĒḏtā Qaddīštā wa-Šlīḥāytā Qāṯōlīqī ḏ-Maḏnḥā ḏ-ʾĀṯūrāyē, arapski: كنيسة المشرق الآشورية الرسولية الجاثلقية المقدسة‎) kršćanska je Crkva koja vuče korijene iz babilonske crkve, a po predaji osnovao bi je sveti Toma, apostol. Ponekad ju se naziva i Asirska pravoslavna Crkva, a u povijesti je poznata i kao »Crkva mučenikâ«, zbog brojnih primjera mučeništva među njezinim članovima. Istočna je kršćanska Crkva koja slijedi tradicijsku kristologiju i ekleziologiju povijesne Crkve Istoka (sirjački: ܥܕܬܐ ܕܡܕܢܚܐ‎ ʽĒttāʾ d-Maḏenḥā) ; također Perzijska Crkva, Nestorijanska Crkva). Istočna je grana sirjačkog kršćanstva.

## Povijest
Asirska Crkva svoje početke ima već u 2. stoljeću na području nekadašnje Asirije, Babilonije i Perzijskih Carstava. Poznato je da je 325. održan sinod u Seleukiji-Ktezifontu, a bavio se uređivanjem jurisdikcijskih ovlasti pojedinih biskupa. Na sljedećem sinodu u istom gradu 410. godine, kršćanske zajednice u Mezopotamiji odbile su se podrediti Antiohiji i »zapadnim« biskupima, a biskup Seleucije-Ktesifona uzeo je naslov katolikosa.

### Raskol
Asirska pravoslavna Crkva odvojila se od ostatka Crkve slijedom sukobâ oko nestorijanskoga krivovjerja i Efeškoga sabora 431. Nestorije, učenik Teodora Mopsuestijskog, i carigradski biskup, naučavao je da je Marija majka Kristova, ali ne i majka Božja, te da su u Kristu bitno odijeljeni božanstvo i čovještvo, kao dvije osobe. Tome se nauku usprotivio aleksandrijski biskup Ćiril, govoreći da je Marija Bogorodica (grč. Theotokos), a Krist je jedinstven u svome božanstvu i čovještvu.
To neslaganje dovelo je do Efeškog sabora na kojem je osuđeno nestorijanstvo. Ipak, u crkvama sirskoga jezika Teodor Mopsuestijski bio je osobito štovan, a tako i njegov učenik Nestorije. Njegovi su učenici otišli u Perziju, koja je bila u stalnim sukobima s bizantom. Perzijski su vladari, zbog toga sukoba, nastojali u svemu podržavati razlike između kršćana u tome carstvu i onih u Bizantu. Tako su jamčili zaštitu Nestoriju (462.), pogubili Bizantu naklonjenog katolikosa Babovaja i zamijenili ga nestorijanskim biskupom Bar Saumom (484.), te dozvolili prijelaz škole iz Edese, nakon što ju je bizantski car zatvorio, u perzijski grad Nisibis (489.).

### Kasnija povijest
U vrijeme kad su nestorijanski kršćani došli iz Edese, poglavar je bio Babej (nazivan i Babovaj i Babaj; 457. – 484.), koji ih je, čini se, dobro prihvatio. Ipak, u travnju 484. optužen je pred kraljem da je surađivao s Carigradom, te je pogubljen. Kroz sljedećih sto godina Crkva je bila oslabljena brojnim borbama, a posebice raspravama oko monaškog života i ženidbe svećenika.
Ratovi između Perzije i Bizanta 610. – 628. dodatno su oslabili položaj ove Crkve, a brojne biskupije preuzeli su monofiziti, dok Asirskoj Crkvi nije bilo dozvoljeno da izabere svog katolikosa. U tom je razdoblju djelovao Babaj Veliki koji je bio stvarni vođa Crkve, te je jačao njezinu disciplinu, a osobito je nastojao oko obnove monaškog života. Na teološkom području, borio se protiv monofizita i razvio jedinu sustavnu kristologiju Asirske Crkve. Prema njoj, dvije biti (qnome) nepomiješane su i vječno sjedinjene u jedoj osobnosti (parsopa) Kristovoj.
Uskoro je takva kristologija postala obvezna u Crkvi, a asirsko je monaštvo pročišćeno i obnovljeno.

### Širenje prema jugu
Asirski su kršćani vrlo rano stigli do Indije, te su postali poznati kao »kršćani svetog Tome.« Do 16. stoljeća biskupi su u Indiju slani iz Mezopotamije, što je prekinuo dolazak portugalskih misionara koji su dozvoljavali ređenje samo biskupima u zajedništvu s rimskim papom. Dio kršćana koji je težio neovisnosti povezao se s Kaldejskom sirskom Crkvom. U 19. stoljeću kršćani iz Trichura tražili su da ima se zaredi domaći biskup u zajedništvu s Asirskom Crkvom Istoka. Tako je ustanovljena Kaldejska sirska Crkva kao dio Crkve Istoka, s vlastitim metropolitom.

### Širenje prema istoku
Asirska Crkva prva je od svih kršćanskih crkava prodrla u Kinu (635.) te stigla do Mongolije, a ostaci vezani uz ovu Crkvu mogu se naći u Xi’anu, tadašnjoj prijestolnici Kine, a sadrže natpise iz 8. stoljeća. No, kad je Tang Wu Zong odlučio zabraniti sve strane religije u Kini, kršćanstvo je u velikoj mjeri nestalo. Crkva je preživjela među Ujgurima i doživjela obnovu pod Mongolima u vrijeme dinastije Yuan, te je 1281. domaći biskup izabran za patrijarha. Ostaci samostana sv. Križa iz 14. stoljeća još uvijek se mogu vidjeti nedaleko od Pekinga.
Nedavna istraživanja potvrđuju prisutnost kršćanstva u Tibetu već u 6. i 7. stoljeću, a posebno su brojni bili u 8. stoljeću, te je patrijarh Timotej I. (727. – 823.) pisao o potrebi imenovanja još jednog biskupa za to područje.

### Od 15. stoljeća
U 15. stoljeću u ovoj je Crkvi odlučeno da naslov patrijarha može biti dodijeljen samo među rodbinom tadašnjeg patrijarha mar Šimuna IV. To je dovelo do nesuglasica, te konačnog odvajanja dijela Crkve predvođenog suparničkim patrijarhom mar Johananom Soulakom VIII. 1552., koji se susreo s papom i ušao u zajedništvo s Rimokatoličkom Crkvom. Asirska Crkva otad ima dva suparnička poglavara: nasljednog patrijarha u Alkošu (današnji sjeverni Irak) i patrijarha koji je u jedinstvu s papom, a sjedište mu je u Diyarbakiru (današnja istočna Turska). Takvo je stanje ostalo do 1662. kad je tadašnji diyarbakirski patrijarh prekinuo veze s Rimom i uspostavio jedinstvo s vodstvom u Alkošu, te se preselio u Qochanis u turskim brdima. Sveta stolica tada je imenovala novog katoličkog patrijarha, a ova se s Rimom sjedinjena Crkva naziva Kaldejska katolička Crkva.
1804. izumro je rod patrijarha u Alkošu, te je ova Crkva prihvatila poglavarstvo Kaldejske Crkve, dok su patrijarsi u Qochanisu ostali neovisni.

### 20. stoljeće
Nakon progona pod hašemitskom monarhijom, zbog suradnje s Britancima za vrijeme i nakon Prvog svjetskog rata Asirska Crkva Istoka doživjela je velike progone, a patrijarh je na kraju bio prisiljen napustiti sjedište, te je 1933. prešao na Cipar, a kasnije i u Chicago i San Francisco. Danas je sjedište ovog patrijarha Babilona u Chicagu, a njegova Crkva broji oko 4,5 milijuna članova, od čega manje od 1 milijuna živi u Iraku.
Kaldejska katolička Crkva nije bila podvrgnuta progonima, pa je danas najbrojnija nemuslimanska zajednica u Iraku.
Novi sukobi započeli su u Asirskoj Crkvi Istoka 1964. kad je nasljednom patrijarhu mar Ešaju Šimunu XXIII. izabran suparnik u osobi drugog patrijarha, mar Tome Darma, koji je svoju Crkvu nazvao Stara Crkva Istoka. U Asirkoj Crkvi Istoka mar Ešaja Šimuna XXIII. naslijedio je mar Dinka IV. koji je 11. studenog 1994. susreo papu Ivana Pavla II. te s njime potpisao Zajedničku kristološku izjavu. Jedan od plodova toga dogovora bili su i poboljšani odnosi između Asirske Crkve Istoka i Kaldejske katoličke Crkve. Danas Asirska Crkva skoro uopće nema heretičkih učenja Nestorija.

## Liturgija
Najčešća euharistijska liturgija u Crkvi Istoka jest Liturgija Adaja i Marija. Poznata je po tome što u njoj nedostaju Isusove riječi ustanovljenja euharistije, što ih je izgovorio na Posljednjoj večeri (»ovo je tijelo moje« ... »ovo je krv moja«). Stoga je ponekad, osobito na katoličkoj strani, osporavana valjanost te liturgije. Ipak, 2001. godine Papinsko vijeće za promicanje jedinstva kršćana i Kongregacija za nauk vjere izjavili su da je ova liturgija valjana, te da rimokatolici mogu primati pričest u Asirskoj Crkvi Istoka u slučaju kad ne bi imali mogućnost pohoditi vlastite crkve.

## Sakramenti
Asirska Crkva Istoka, kao i sve ostale predreformacijske crkve ima sedam svetih sakramenata, no premda je broj isti, nije riječ uvijek o istim sakramentima.